# Ann Coulter
Ann Hart Coulter (Nova York, 8 de desembre de 1961) és una columnista estatunidenca, col·laboradora de diversos mitjans, autora de diversos best sellers i participant habitual en tertúlies de televisió. El seu estil d'escriptura és provocatiu i agressiu, amb ampli ús del sarcasme i la hipèrbole. És autora de sis llibres de comentaris polítics contraris als plantejaments polítics progressistes i del Partit Demòcrata dels Estats Units, els quals han estat en la llista dels llibres més venuts que realitza el periòdic The New York Times.